# Championnat du monde de badminton par équipes masculines 2018
Navigation
Kunshan 2016 Thomas Cup 2020
La 30e édition du championnat du monde de badminton par équipes masculines, appelé également Thomas Cup, a lieu du 20 au 27 mai 2018 à Bangkok en Thaïlande.

## Localisation de la compétition
Les épreuves se déroulent à l'IMPACT Arena à Bangkok en Thaïlande.

## Pays qualifiés

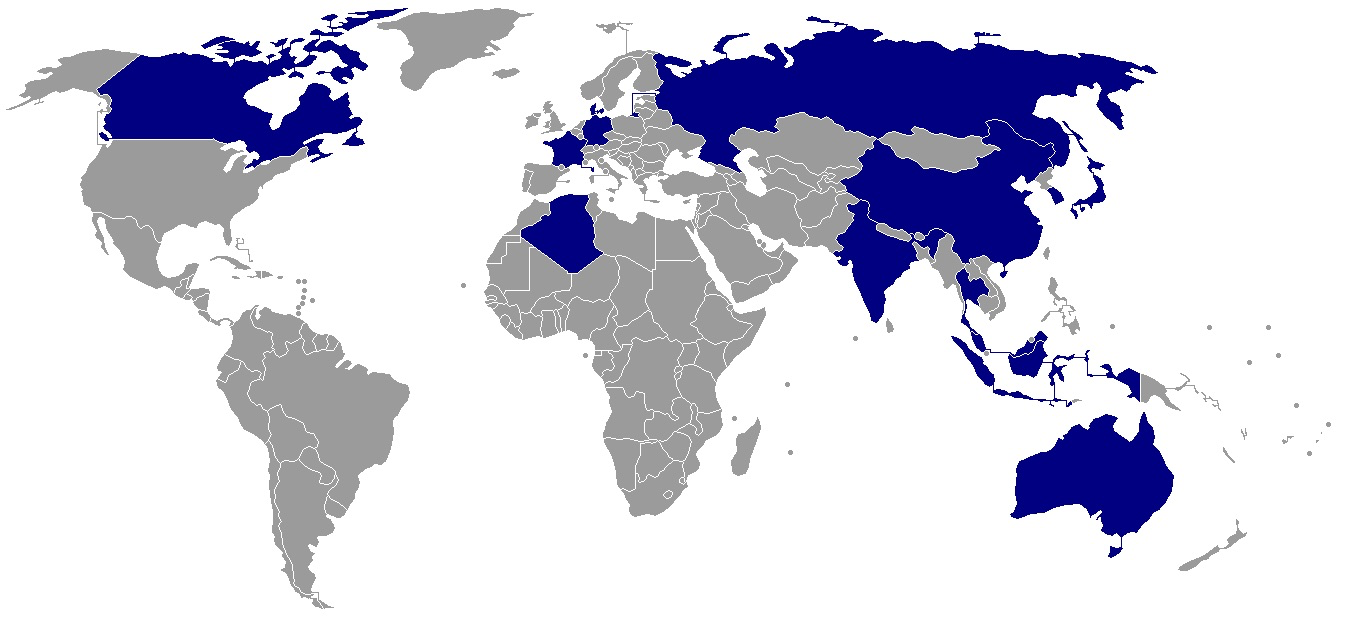
Nations participant à la Thomas Cup 2018.

16 nations participent à la compétition et sont désignées ainsi :
- le tenant du titre et le pays hôte, qualifiés d'office ;
- le champion d'Afrique 2018 (en) ;
- les 4 demi-finalistes des championnats d'Asie 2018 (en)
- les 4 demi-finalistes des championnats d'Europe 2018
- le champion d'Océanie 2018 (en) ;
- le champion des Amériques 2018 (en) ;

- les 3 nations les mieux classées au classement mondial (au 4 janvier 2018[2]), hormis celles ci-dessus.
- si le tenant du titre et/ou le pays organisateur participent et occupent une place qualificative dans leur tournoi de qualification continental respectif, la ou les deux équipes les mieux classées du même continent sont désignées remplaçants et peuvent participer.

| Confédération | Pays           | Critère de qualification                     | Tête de série |
| ------------- | -------------- | -------------------------------------------- | ------------- |
| Europe        | Danemark       | Tenant du titre Champion d'Europe            | 2             |
| Europe        | Angleterre     | Vice-champion d'Europe                       | Forfait       |
| Europe        | Allemagne      | Demi-finaliste des Championnats d'Europe     | 9/16          |
| Europe        | France         | Demi-finaliste des Championnats d'Europe     | 9/16          |
| Europe        | Russie         | Quart de finaliste des Championnats d'Europe | 9/16          |
| Asie          | Thaïlande      | Pays hôte                                    | 9/16          |
| Asie          | Indonésie      | Champion d'Asie                              | 3             |
| Asie          | Chine          | Vice-champion d'Asie                         | 1             |
| Asie          | Malaisie       | Demi-finaliste des Championnats d'Asie       | 5/8           |
| Asie          | Corée du Sud   | Demi-finaliste des Championnats d'Asie       | 5/8           |
| Asie          | Japon          | 3e rang mondial                              | 5/8           |
| Asie          | Taipei chinois | 6e rang mondial                              | 4             |
| Asie          | Inde           | 8e rang mondial                              | 5/8           |
| Asie          | Hong Kong      | 10e rang mondial                             | 9/16          |
| Amériques     | Canada         | Champion d'Amérique                          | 9/16          |
| Afrique       | Algérie        | Champion d'Afrique                           | 9/16          |
| Océanie       | Australie      | Champion d'Océanie                           | 9/16          |

## Format de la compétition
Les 16 nations participantes sont placées dans 4 poules de 4 équipes. Les 4 équipes s'affrontent sur 3 jours et les 2 premiers de chaque poule sont qualifiés pour les quarts de finale, stade à partir duquel les matches deviennent à élimination directe.
Chaque rencontre se joue en 5 matches : 3 simples et 2 doubles qui peuvent être joués dans n'importe quel ordre (accord entre les équipes).

## Phase de groupes
- Qualifié pour les quarts de finale

### Groupe A
| # | Équipe    | Points | J | G | P | M   | S   | P    |
| - | --------- | ------ | - | - | - | --- | --- | ---- |
| 1 | Chine     | 3      | 3 | 3 | 0 | +15 | +27 | +265 |
| 2 | France    | 2      | 3 | 2 | 1 | +3  | +4  | +34  |
| 3 | Inde      | 1      | 3 | 1 | 1 | -3  | -2  | -14  |
| 4 | Australie | 0      | 3 | 0 | 3 | -15 | -29 | -285 |

| 20 mai | Chine                    | 5 - 0 | Australie                       | Score        |
| ------ | ------------------------ | ----- | ------------------------------- | ------------ |
| SH     | Chen Long                | 1-0   | Anthony Joe                     | 21-14, 21-11 |
| DH     | Liu Cheng / Zhang Nan    | 1-0   | Matthew Chau / Sawan Serasinghe | 21-18, 21-17 |
| SH     | Shi Yuqi                 | 1-0   | Ashwant Gobinathan              | 21-9, 21-4   |
| DH     | Wang Yilyu / Zheng Siwei | 1-0   | Raymond Tam / Eric Vuong        | 21-10, 21-8  |
| SH     | Qiao Bin                 | 1-0   | Peter Yan                       | 21-13, 21-12 |

| 20 mai | Inde                            | 1 - 4 | France                         | Score               |
| ------ | ------------------------------- | ----- | ------------------------------ | ------------------- |
| SH     | Sai Praneeth B.                 | 1-0   | Brice Leverdez                 | 21-7, 21-18         |
| DH     | Arjun M. R. / Ramchandran Shlok | 0-1   | Bastian Kersaudy / Julien Maïo | 13-21, 16-21        |
| SH     | Sameer Verma                    | 0-1   | Lucas Corvée                   | 18-21, 22-20, 18-21 |
| DH     | Arun George / Sanyam Shukla     | 0-1   | Thom Gicquel / Ronan Labar     | 10-21, 12-21        |
| SH     | Lakshya Sen                     | 0-1   | Toma Junior Popov              | 20-22, 21-19, 19-21 |

| 21 mai | Chine                  | 5 - 0 | France                               | Score        |
| ------ | ---------------------- | ----- | ------------------------------------ | ------------ |
| SH     | Chen Long              | 1-0   | Brice Leverdez                       | 21-17, 21-5  |
| DH     | Liu Cheng / Zhang Nan  | 1-0   | Thom Gicquel / Ronan Labar           | 21-15, 21-16 |
| SH     | Shi Yuqi               | 1-0   | Lucas Corvée                         | 21-9, 21-12  |
| DH     | Li Junhui / Liu Yuchen | 1-0   | Bastian Kersaudy / Toma Junior Popov | 21-7, 21-12  |
| SH     | Lin Dan                | 1-0   | Arnaud Merklé                        | 2113-, 21-17 |

| 21 mai | Inde                            | 5 - 0 | Australie                           | Score              |
| ------ | ------------------------------- | ----- | ----------------------------------- | ------------------ |
| SH     | Prannoy Kumar                   | 1-0   | Anthony Joe                         | 21-19, 21-13       |
| DH     | Arjun M. R. / Ramchandran Shlok | 1-0   | Matthew Chau / Sawan Serasinghe     | 21-11, 21-15       |
| SH     | Sai Praneeth B.                 | 1-0   | Jacob Schueler                      | 21-9, 21-6         |
| DH     | Arun George / Sanyam Shukla     | 1-0   | Simon Leung Wing Hang / Raymond Tam | 21-16, 20-22, 21-8 |
| SH     | Lakshya Sen                     | 1-0   | Teoh Kai Chen                       | 21-5, 21-14        |

| 22 mai | France                         | 5 - 0 | Australie                          | Score        |
| ------ | ------------------------------ | ----- | ---------------------------------- | ------------ |
| SH     | Brice Leverdez                 | 1-0   | Ashwant Gobinathan                 | 21-5, 21-7   |
| DH     | Bastian Kersaudy / Julien Maïo | 1-0   | Matthew Chau / Sawan Serasinghe    | 21-17, 21-12 |
| SH     | Lucas Corvée                   | 1-0   | Jacob Schueler                     | 21-14, 21-9  |
| DH     | Thom Gicquel / Ronan Labar     | 1-0   | Simon Leung Wing Hang / Eric Vuong | 21-9, 21-16  |
| SH     | Toma Junior Popov              | 1-0   | Peter Yan                          | 21-7, 21-15  |

| 22 mai | Chine                  | 5 - 0 | Inde                            | Score               |
| ------ | ---------------------- | ----- | ------------------------------- | ------------------- |
| SH     | Chen Long              | 1-0   | Prannoy Kumar                   | 21-9, 21-9          |
| DH     | Liu Cheng / Zhang Nan  | 1-0   | Arjun M. R. / Ramchandran Shlok | 21-12, 21-15        |
| SH     | Shi Yuqi               | 1-0   | Sai Praneeth B.                 | 21-9, 15-21, 21-12  |
| DH     | Li Junhui / Liu Yuchen | 1-0   | Arun George / Sanyam Shukla     | 21-15, 20-22, 21-15 |
| SH     | Lin Dan                | 1-0   | Lakshya Sen                     | 16-21, 21-9, 21-8   |

### Groupe B
| # | Équipe       | Points | J | G | P | M   | S   | P    |
| - | ------------ | ------ | - | - | - | --- | --- | ---- |
| 1 | Indonésie    | 3      | 3 | 3 | 0 | +9  | +15 | +168 |
| 2 | Corée du Sud | 2      | 3 | 2 | 1 | +3  | +7  | +41  |
| 3 | Thaïlande    | 1      | 3 | 1 | 2 | +1  | +5  | +4   |
| 4 | Canada       | 0      | 3 | 0 | 3 | -13 | -27 | -213 |

| 20 mai | Corée du Sud                   | 3 - 2 | Thaïlande                                   | Score               |
| ------ | ------------------------------ | ----- | ------------------------------------------- | ------------------- |
| SH     | Son Wan-ho                     | 1-0   | Suppanyu Avihingsanon                       | 19-21, 21-12, 21-16 |
| DH     | Chung Eui-seok / Kim Duk-young | 1-0   | Tinn Isriyanet / Kittisak Namdash           | 21-18, 19-21, 21-17 |
| SH     | Heo Kwang-hee                  | 0-1   | Kantaphon Wangcharoen                       | 19-21, 15-21        |
| DH     | Kang Min-hyuk / Kim Won-ho     | 1-0   | Kittinupong Kedren / Dechapol Puavaranukroh | 18-21, 21-19, 21-17 |
| SH     | Ha Young-woong                 | 0-1   | Pannawit Thongnuam                          | 16-21, 19-21        |

| 20 mai | Indonésie                             | 5 - 0 | Canada                              | Score        |
| ------ | ------------------------------------- | ----- | ----------------------------------- | ------------ |
| SH     | Anthony Sinisuka Ginting              | 1-0   | Jason Ho-shue                       | 21-11, 21-18 |
| DH     | Mohammad Ahsan / Hendra Setiawan      | 1-0   | Jonathan Bing Tsan Lai / Duncan Yao | 21-8, 21-15  |
| SH     | Ishan Maulana Mustofa                 | 1-0   | Antonio Li                          | 21-6, 21-8   |
| DH     | Fajar Alfian / Muhammad Rian Ardianto | 1-0   | Jason Ho-shue / Nyl Yakura          | 21-17, 21-14 |
| SH     | Firman Abdul Kholik                   | 1-0   | Paul-Antoine Dostie-Guindon         | 21-8, 21-11  |

| 21 mai | Corée du Sud                 | 4 - 1 | Canada                             | Score                 |
| ------ | ---------------------------- | ----- | ---------------------------------- | --------------------- |
| SH     | Lee Dong-keun                | 1-0   | Jason Ho-shue                      | 21-10, 21-10          |
| DH     | Choi Sol-gyu / Seo Seung-jae | 1-0   | Ty Alexander Lindeman / Duncan Yao | 21-12, 21-10          |
| SH     | Heo Kwang-hee                | 1-0   | Antonio Li                         | 21-17, 21-13          |
| DH     | Kang Min-hyuk / Kim Won-ho   | 0-1   | Jason Ho-shue / Nyl Yakura         | 21-16, 18-21, 0-1 ab. |
| SH     | Ha Young-woong               | 1-0   | Paul-Antoine Dostie-Guindon        | 21-8, 21-6            |

| 22 mai | Indonésie                                        | 4 - 1 | Thaïlande                                 | Score               |
| ------ | ------------------------------------------------ | ----- | ----------------------------------------- | ------------------- |
| SH     | Anthony Sinisuka Ginting                         | 1-0   | Khosit Phetpradab                         | 21-8, 21-14         |
| DH     | Marcus Fernaldi Gideon / Kevin Sanjaya Sukamuljo | 0-1   | Kittisak Namdash / Nipitphon Puangpuapech | 16-21, 21-13, 12-21 |
| SH     | Ihsan Maulana Mustofa                            | 1-0   | Kantaphon Wangcharoen                     | 16-21, 21-8, 24-22  |
| DH     | Fajar Alfian / Muhammad Rian Ardianto            | 1-0   | Tinn Isriyanet / Dechapol Puavaranukroh   | 21-10, 21-18        |
| SH     | Firman Abdul Kholik                              | 1-0   | Pannawit Thongnuam                        | 21-19, 21-14        |

| 23 mai | Indonésie                                        | 3 - 2 | Corée du Sud                 | Score               |
| ------ | ------------------------------------------------ | ----- | ---------------------------- | ------------------- |
| SH     | Anthony Sinisuka Ginting                         | 0-1   | Son Wan-ho                   | 20-22, 20-22        |
| DH     | Marcus Fernaldi Gideon / Kevin Sanjaya Sukamuljo | 1-0   | Chung Eui-seok / Kim Won-ho  | 21-11, 14-21, 21-10 |
| SH     | Jonatan Christie                                 | 0-1   | Heo Kwang-hee                | 17-21, 19-21        |
| DH     | Mohammad Ahsan / Hendra Setiawan                 | 1-0   | Choi Sol-gyu / Kim Duk-young | 21-14, 18-21, 21-15 |
| SH     | Firman Abdul Kholik                              | 1-0   | Ha Young-woong               | 20-22, 21-15, 21-12 |

| 23 mai | Canada                                        | 5 - 0 | Thaïlande                  | Score        |
| ------ | --------------------------------------------- | ----- | -------------------------- | ------------ |
| SH     | Khosit Phetpradab                             | 1-0   | Jason Ho-shue              | 21-15, 21-16 |
| DH     | Nipitphon Puangpuapech / Tanupat Viriyangkura | 1-0   | Jonathan Lai / Ty Lindeman | 21-13, 21-19 |
| SH     | Suppanyu Avihingsanon                         | 1-0   | Brian Yang                 | 21-17, 21-17 |
| DH     | Kittinupong Kedren / Dechapol Puavaranukroh   | 1-0   | Jason Ho-shue / Nyl Yakura | 21-17, 21-14 |
| SH     | Pannawit Thongnuam                            | 1-0   | Antonio Li                 | 21-12, 21-14 |

### Groupe C
| # | Équipe         | Points | J | G | P | M   | S   | P    |
| - | -------------- | ------ | - | - | - | --- | --- | ---- |
| 1 | Japon          | 3      | 3 | 3 | 0 | +11 | +17 | +109 |
| 2 | Taipei chinois | 2      | 3 | 2 | 1 | +3  | +7  | +31  |
| 3 | Hong Kong      | 1      | 3 | 1 | 2 | -5  | -9  | -26  |
| 4 | Allemagne      | 0      | 3 | 0 | 3 | -9  | -15 | -114 |

| 20 mai | Japon                         | 4 - 1 | Hong Kong                    | Score               |
| ------ | ----------------------------- | ----- | ---------------------------- | ------------------- |
| SH     | Kento Momota                  | 1-0   | Ng Ka Long                   | 15-21, 21-16, 21-15 |
| DH     | Takeshi Kamura / Keigo Sonoda | 1-0   | Lee Chun Hei / Or Chin Chung | 21-15, 21-13        |
| SH     | Kenta Nishimoto               | 1-0   | Wong Wing Ki Vincent         | 21-18, 21-11        |
| DH     | Takuto Inoue / Yuki Kaneko    | 1-0   | Mak Hee Chun / Tang Chun Man | 21-12, 21-15        |
| SH     | Kazumasa Sakai                | 0-1   | Lee Cheuk Yiu                | 15-21, 13-21        |

| 20 mai | Taipei chinois                | 5 - 0 | Allemagne                            | Score        |
| ------ | ----------------------------- | ----- | ------------------------------------ | ------------ |
| SH     | Chou Tien-chen                | 1-0   | Kai Schäfer                          | 23-21, 21-15 |
| DH     | Lee Jhe-huei / Lee Yang       | 1-0   | Mark Lamsfuß / Marvin Emil Seidel    | 21-16, 21-14 |
| SH     | Wang Tzu Wei                  | 1-0   | Lars Schänzler                       | 21-16, 21-17 |
| DH     | Chen Hung Ling / Wang Chi-Lin | 1-0   | Jones Ralfy Jansen / Josche Zurwonne | 21-15, 21-18 |
| SH     | Yang Chih Chieh               | 1-0   | Marc Zwiebler                        | 21-17, 21-17 |

| 22 mai | Taipei chinois             | 4 - 1 | Hong Kong                    | Score               |
| ------ | -------------------------- | ----- | ---------------------------- | ------------------- |
| SH     | Chou Tien-chen             | 0-1   | Ng Ka Long                   | 15-21, 23-25        |
| DH     | Lee Jhe-huei / Lee Yang    | 1-0   | Lee Chun Hei / Or Chin Chung | 21-14, 21-17        |
| SH     | Wang Tzu-wei               | 1-0   | Lee Cheuk Yiu                | 21-13, 21-15        |
| DH     | Lu Ching-yao / Yang Po-han | 1-0   | Mak Hee Chun / Tang Chun Man | 21-19, 17-21, 21-18 |
| SH     | Hsu Jen-hao                | 1-0   | Hu Yun                       | 21-17, 21-14        |

| 22 mai | Japon                         | 4 - 1 | Allemagne                            | Score               |
| ------ | ----------------------------- | ----- | ------------------------------------ | ------------------- |
| SH     | Kento Momota                  | 1-0   | Alexander Roovers                    | 21-15, 21-13        |
| DH     | Takeshi Kamura / Keigo Sonoda | 0-1   | Mark Lamsfuß / Marvin Emil Seidel    | 15-21, 21-13, 19-21 |
| SH     | Kenta Nishimoto               | 1-0   | Kai Schäfer                          | 21-18, 8-21, 21-8   |
| DH     | Hiroyuki Endo / Yuta Watanabe | 1-0   | Jones Ralfy Jansen / Josche Zurwonne | 16-21, 23-21, 21-18 |
| SH     | Kanta Tsuneyama               | 1-0   | Marc Zwiebler                        | 19-21, 21-10, 21-15 |

| 23 mai | Taipei chinois             | 0 - 5 | Japon                         | Score               |
| ------ | -------------------------- | ----- | ----------------------------- | ------------------- |
| SH     | Chou Tien-chen             | 0-1   | Kento Momota                  | 12-21, 21-18, 16-21 |
| DH     | Lee Jhe-huei / Lee Yang    | 0-1   | Takeshi Kamura / Keigo Sonoda | 25-23, 19-21, 16-21 |
| SH     | Wang Tzu-wei               | 0-1   | Kenta Nishimoto               | 18-21, 17-21        |
| DH     | Wang Chi-lin / Yang Po-han | 0-1   | Hiroyuki Endo / Yuta Watanabe | 19-21, 15-21        |
| SH     | Yang Chih-chieh            | 0-1   | Kanta Tsuneyama               | 11-21, 18-21        |

| 23 mai | Allemagne                    | 3 - 2 | Hong Kong                            | Score               |
| ------ | ---------------------------- | ----- | ------------------------------------ | ------------------- |
| SH     | Ng Ka Long                   | 1-0   | Alexander Roovers                    | 21-15, 21-7         |
| DH     | Lee Chun Hei / Or Chin Chung | 0-1   | Mark Lamsfuß / Marvin Emil Seidel    | 18-21, 21-15, 20-22 |
| SH     | Wong Wing Ki                 | 1-0   | Kai Schäfer                          | 21-13, 20-22, 21-15 |
| DH     | Ho Wai Lun / Yeung Sing Choi | 0-1   | Jones Ralfy Jansen / Josche Zurwonne | 18-21, 19-21        |
| SH     | Lee Cheuk Yiu                | 1-0   | Marc Zwiebler                        | 21-13, 15-21, 21-15 |

### Groupe D
| # | Équipe   | Points | J | G | P | M   | S   | P    |
| - | -------- | ------ | - | - | - | --- | --- | ---- |
| 1 | Danemark | 3      | 3 | 3 | 0 | +11 | +19 | +251 |
| 2 | Malaisie | 2      | 3 | 2 | 1 | +9  | +21 | +181 |
| 3 | Russie   | 1      | 3 | 1 | 2 | -5  | -10 | -59  |
| 4 | Algérie  | 0      | 3 | 0 | 3 | -15 | -30 | -373 |

| 21 mai | Danemark                                   | 5 - 0 | Algérie                                  | Score       |
| ------ | ------------------------------------------ | ----- | ---------------------------------------- | ----------- |
| SH     | Viktor Axelsen                             | 1-0   | Youcef Sabri Medel                       | 21-4, 21-8  |
| SH     | Anders Antonsen                            | 1-0   | Mohamed Abderrahime Belarbi              | 21-5, 21-9  |
| SH     | Jan Ø. Jørgensen                           | 1-0   | Adel Hamek                               | 21-7, 21-10 |
| DH     | Mathias Boe / Mathias Christiansen         | 1-0   | Koceila Mammeri / Youcef Sabri Medel     | 21-6, 21-11 |
| DH     | Mads Conrad-Petersen / Mads Pieler Kolding | 1-0   | Mohamed Abderrahime Belarbi / Adel Hamek | 21-3, 21-5  |

| 21 mai | Malaisie                      | 5 - 0 | Russie                         | Score        |
| ------ | ----------------------------- | ----- | ------------------------------ | ------------ |
| SH     | Lee Chong Wei                 | 1-0   | Vladimir Malkov                | 21-9, 21-6   |
| DH     | Goh V Shem / Tan Wee Kiong    | 1-0   | Vladimir Ivanov / Ivan Sozonov | 21-18, 21-19 |
| SH     | Lee Zii Jia                   | 1-0   | Sergey Sirant                  | 21-13, 21-16 |
| DH     | Aaron Chia / Teo Ee Yi        | 1-0   | Evgenij Dremin / Denis Grachev | 21-16, 21-9  |
| SH     | Iskandar Zulkarnain Zainuddin | 1-0   | Rodion Alimov                  | 21-9, 21-12  |

| 22 mai | Danemark                                   | 5 - 0 | Russie                         | Score        |
| ------ | ------------------------------------------ | ----- | ------------------------------ | ------------ |
| SH     | Viktor Axelsen                             | 1-0   | Vladimir Malkov                | 21-14, 21-3  |
| DH     | Mads Conrad-Petersen / Mads Pieler Kolding | 1-0   | Vladimir Ivanov / Ivan Sozonov | 21-17, 21-12 |
| SH     | Hans-Kristian Vittinghus                   | 1-0   | Sergey Sirant                  | 21-17, 21-11 |
| DH     | Kim Astrup / Anders Skaarup Rasmussen      | 1-0   | Evgenij Dremin / Denis Grachev | 21-12, 21-12 |
| SH     | Jan Ø. Jørgensen                           | 1-0   | Rodion Alimov                  | 21-6, 21-5   |

| 22 mai | Malaisie                             | 5 - 0 | Algérie                                  | Score        |
| ------ | ------------------------------------ | ----- | ---------------------------------------- | ------------ |
| SH     | Lee Zii Jia                          | 1-0   | Youcef Sabri Medel                       | 21-6, 21-13  |
| SH     | Iskandar Zulkarnain Zainuddin        | 1-0   | Mohamed Abderrahime Belarbi              | 21-7, 21-9   |
| SH     | Leong Jun Hao                        | 1-0   | Adel Hamek                               | 21-13, 21-8  |
| DH     | Mohamad Arif Abdul Latif / Teo Ee Yi | 1-0   | Koceila Mammeri / Youcef Sabri Medel     | 21-12, 21-10 |
| DH     | Aaron Chia / Soh Wooi Yik            | 1-0   | Mohamed Abderrahime Belarbi / Adel Hamek | 21-11, 21-15 |

| 23 mai | Danemark                                   | 0 - 0 | Malaisie                      | Score               |
| ------ | ------------------------------------------ | ----- | ----------------------------- | ------------------- |
| SH     | Viktor Axelsen                             | 0-1   | Lee Chong Wei                 | 9-21, 19-21         |
| DH     | Mads Conrad-Petersen / Mads Pieler Kolding | 1-0   | Goh V Shem / Tan Wee Kiong    | 22-24, 21-15, 21-5  |
| SH     | Hans-Kristian Vittinghus                   | 0-1   | Lee Zii Jia                   | 18-21, 18-21        |
| DH     | Mathias Boe / Mathias Christiansen         | 1-0   | Aaron Chia / Teo Ee Yi        | 19-21, 21-10, 21-18 |
| SH     | Jan Ø. Jørgensen                           | 1-0   | Iskandar Zulkarnain Zainuddin | 16-21, 21-17, 21-14 |

| 23 mai | Russie                         | 5 - 0 | Algérie                                  | Score        |
| ------ | ------------------------------ | ----- | ---------------------------------------- | ------------ |
| SH     | Vladimir Malkov                | 1-0   | Mohamed Abderrahime Belarbi              | 21-8, 21-12  |
| SH     | Sergey Sirant                  | 1-0   | Adel Hamek                               | 21-5, 21-8   |
| DH     | Rodion Alimov / Ivan Sozonov   | 1-0   | Majed Yacine Balahoune / Samy Khaldi     | 21-6, 21-10  |
| SH     | Vladimir Ivanov                | 1-0   | Koceila Mammeri                          | 21-11, 21-11 |
| DH     | Evgenij Dremin / Denis Grachev | 1-0   | Mohamed Abderrahime Belarbi / Adel Hamek | 21-4, 21-10  |

## Phase finale

### Tableau final
|  | Quarts de finale | Quarts de finale | Quarts de finale | Quarts de finale |       |       | Demi-finales | Demi-finales | Demi-finales | Demi-finales |  |  | Finale | Finale | Finale | Finale |
|  |                  |                  |                  |                  |       |       |              |              |              |              |  |  |        |        |        |        |
|  |                  |                  |                  |                  |       |       |              |              |              |              |  |  |        |        |        |        |
|  |                  |                  |                  |                  |       |       |              |              |              |              |  |  |        |        |        |        |
|  | Chine            | Chine            | 3                | 3                |       |       |              |              |              |              |  |  |        |        |        |        |
|  | Chine            | Chine            | 3                | 3                |       |       |              |              |              |              |  |  |        |        |        |        |
|  | Taipei chinois   | Taipei chinois   | 0                | 0                |       |       |              |              |              |              |  |  |        |        |        |        |
|  | Taipei chinois   | Taipei chinois   | 0                | 0                | Chine | Chine | 3            | 3            |              |              |  |  |        |        |        |        |
|  |                  |                  |                  |                  | Chine | Chine | 3            | 3            |              |              |  |  |        |        |        |        |
|  |                  |                  | Indonésie        | Indonésie        | 1     | 1     |              |              |              |              |  |  |        |        |        |        |
|  | Indonésie        | Indonésie        | Indonésie        | Indonésie        | 1     | 1     | 3            | 3            |              |              |  |  |        |        |        |        |
|  | Indonésie        | Indonésie        |                  |                  |       |       |              | 3            |              |              |  |  |        |        |        |        |
|  | Malaisie         | Malaisie         | 1                | 1                |       |       |              |              |              |              |  |  |        |        |        |        |
|  | Malaisie         | Malaisie         | 1                | 1                | Chine | Chine | 3            | 3            |              |              |  |  |        |        |        |        |
|  |                  |                  |                  |                  | Chine | Chine | 3            | 3            |              |              |  |  |        |        |        |        |
|  |                  |                  | Japon            | Japon            | 1     | 1     |              |              |              |              |  |  |        |        |        |        |
|  | France           | France           | Japon            | Japon            | 1     | 1     | 1            | 1            |              |              |  |  |        |        |        |        |
|  | France           | France           |                  |                  |       |       |              |              |              |              |  |  |        |        |        |        |
|  | Japon            | Japon            | 3                | 3                |       |       |              |              |              |              |  |  |        |        |        |        |
|  | Japon            | Japon            | 3                | 3                | Japon | Japon | 3            | 3            |              |              |  |  |        |        |        |        |
|  |                  |                  |                  |                  | Japon | Japon | 3            | 3            |              |              |  |  |        |        |        |        |
|  |                  |                  | Danemark         | Danemark         | 2     | 2     |              |              |              |              |  |  |        |        |        |        |
|  | Corée du Sud     | Corée du Sud     | Danemark         | Danemark         | 2     | 2     | 0            | 0            |              |              |  |  |        |        |        |        |
|  | Corée du Sud     | Corée du Sud     |                  |                  |       |       |              | 0            |              |              |  |  |        |        |        |        |
|  | Danemark         | Danemark         | 3                | 3                |       |       |              |              |              |              |  |  |        |        |        |        |
|  | Danemark         | Danemark         | 3                | 3                |       |       |              |              |              |              |  |  |        |        |        |        |
|  |                  |                  |                  |                  |       |       |              |              |              |              |  |  |        |        |        |        |

### Quarts de finale
| 24 mai | Chine                  | 3 - 0 | Taipei chinois                | Score               |
| ------ | ---------------------- | ----- | ----------------------------- | ------------------- |
| SH     | Chen Long              | 1-0   | Chou Tien-chen                | 21-18, 10-21, 21-14 |
| DH     | Liu Cheng / Zhang Nan  | 1-0   | Lee Jhe-huei / Lee Yang       | 21-18, 21-18        |
| SH     | Shi Yuqi               | 1-0   | Wang Tzu-wei                  | 21-18, 21-19        |
| DH     | Li Junhui / Liu Yuchen | -     | Chen Hung-ling / Wang Chi-lin | non disputé         |
| SH     | Lin Dan                | -     | Hsu Jen-hao                   | non disputé         |

| 24 mai | Indonésie                                        | 3 - 1 | Malaisie                      | Score               |
| ------ | ------------------------------------------------ | ----- | ----------------------------- | ------------------- |
| SH     | Anthony Sinisuka Ginting                         | 0-1   | Lee Chong Wei                 | 19-21, 16-21        |
| DH     | Marcus Fernaldi Gideon / Kevin Sanjaya Sukamuljo | 1-0   | Goh V Shem / Tan Wee Kiong    | 21-19, 20-22, 21-13 |
| SH     | Jonatan Christie                                 | 1-0   | Lee Zii Jia                   | 21-15, 11-21, 21-13 |
| DH     | Fajar Alfian / Muhammad Rian Ardianto            | 1-0   | Aaron Chia / Teo Ee Yi        | 21-18, 10-21, 21-9  |
| SH     | Ihsan Maulana Mustofa                            | -     | Iskandar Zulkarnain Zainuddin | non disputé         |

| 24 mai | France                         | 1 - 3 | Japon                         | Score        |
| ------ | ------------------------------ | ----- | ----------------------------- | ------------ |
| SH     | Brice Leverdez                 | 0-1   | Kento Momota                  | 13-21, 11-21 |
| DH     | Bastian Kersaudy / Julien Maïo | 0-1   | Takeshi Kamura / Keigo Sonoda | 15-21, 9-21  |
| SH     | Lucas Corvée                   | 1-0   | Kazumasa Sakai                | 21-17, 21-19 |
| DH     | Thom Gicquel / Ronan Labar     | 0-1   | Hiroyuki Endo / Yuta Watanabe | 17-21, 18-21 |
| SH     | Toma Popov Junior              | -     | Kanta Tsuneyama               | non disputé  |

| 24 mai | Corée du Sud                   | 0 - 3 | Danemark                                  | Score               |
| ------ | ------------------------------ | ----- | ----------------------------------------- | ------------------- |
| SH     | Son Wan-ho                     | 0-1   | Viktor Axelsen                            | 14-21, 21-14, 20-22 |
| DH     | Chung Eui-seok / Kim Duk-young | 0-1   | ads Conrad-Petersen / Mads Pieler Kolding | 11-21, 19-21        |
| SH     | Lee Dong-keun                  | 0-1   | Hans-Kristian Vittinghus                  | 8-21, 21-15, 17-21  |
| DH     | Choi Sol-gyu / Kim Won-ho      | -     | Mathias Boe / Mathias Christiansen        | non disputé         |
| SH     | Heo Kwang-hee                  | -     | Jan Ø. Jørgensen                          | non disputé         |

### Demi-finales
| 25 mai | Chine                  | 3 - 1 | Indonésie                                        | Score               |
| ------ | ---------------------- | ----- | ------------------------------------------------ | ------------------- |
| SH     | Chen Long              | 1-0   | Anthony Sinisuka Ginting                         | 22-20, 21-16        |
| DH     | Liu Cheng / Zhang Nan  | 0-1   | Marcus Fernaldi Gideon / Kevin Sanjaya Sukamuljo | 21-12, 17-21, 15-21 |
| SH     | Shi Yuqi               | 1-0   | Jonatan Christie                                 | 18-21, 21-12, 21-15 |
| DH     | Li Junhui / Liu Yuchen | 1-0   | Mohammad Ahsan / Hendra Setiawan                 | 21-17, 8-21, 21-12  |
| SH     | Lin Dan                | -     | Ihsan Maulana Mustofa                            | non disputé         |

| 25 mai | Japon                         | 3 - 2 | Danemark                              | Score               |
| ------ | ----------------------------- | ----- | ------------------------------------- | ------------------- |
| SH     | Kento Momota                  | 1-0   | Viktor Axelsen                        | 21-17, 21-9         |
| DH     | Takeshi Kamura / Keigo Sonoda | 0-1   | Mathias Boe / Mads Conrad-Petersen    | 18-21, 15-21        |
| SH     | Kenta Nishimoto               | 1-0   | Hans-Kristian Vittinghus              | 21-19, 21-12        |
| DH     | Takuto Inoue / Yuki Kaneko    | 0-1   | Kim Astrup / Anders Skaarup Rasmussen | 21-17, 16-21, 15-21 |
| SH     | Kanta Tsuneyama               | 1-0   | Jan Ø. Jørgensen                      | 21-18, 21-11        |

### Finale
| 27 mai | Chine                  | 3 - 1 | Japon                        | Score               |
| ------ | ---------------------- | ----- | ---------------------------- | ------------------- |
| SH     | Chen Long              | 0-1   | Kento Momota                 | 9-21, 18-21         |
| DH     | Liu Cheng / Zhang Nan  | 1-0   | Takuto Inoue / Yuki Kaneko   | 21-10, 21-18        |
| SH     | Shi Yuqi               | 1-0   | Kenta Nishimoto              | 21-12, 21-17        |
| DH     | Li Junhui / Liu Yuchen | 1-0   | Keigo Sonoda / Yuta Watanabe | 17-21, 21-19, 22-20 |
| SH     | Lin Dan                | -     | Kanta Tsuneyama              | non disputé         |